# Aroostook River Railroad
Die Aroostook River Railroad ist eine ehemalige Eisenbahngesellschaft in Maine (Vereinigte Staaten).
Die New Brunswick Railway plante, ihre parallel zur Grenze zwischen Kanada und den USA verlaufende Strecke durch eine Zweigbahn an die Stadt Caribou in Maine anzuschließen. Für den in den USA liegenden Streckenabschnitt wurde daraufhin 1874 die Aroostook River Railroad gegründet. 1875 wurde die Strecke von Tobique (New Brunswick) bis Fort Fairfield (Maine) eröffnet, im darauffolgenden Jahr bis Caribou. 24 Kilometer der zunächst schmalspurigen Strecke, nämlich der Abschnitt von Caribou bis zur Staatsgrenze gehörten der ARR. Die Umspurung von Kapspur (1067 mm) auf Normalspur (1435 mm) erfolgte 1881. Am 2. Dezember 1881 wurde die Strecke um 23 Kilometer bis Presque Isle verlängert. Die gesamte Bahnstrecke Aroostook Junction–Presque Isle verlief entlang des Südufers des Aroostook River.
Bereits ab 12. Januar 1878 hatte die New Brunswick Railway die Bahngesellschaft gepachtet. Da diese selbst am 1. Juli 1890 von der Canadian Pacific Railway übernommen wurde, ging auch der Leasingvertrag mit der ARR auf diese Gesellschaft über. Ab diesem Tag wurde die Aroostook River Railroad als Tochtergesellschaft der NBR geführt. Die Strecke wurde 1993 stillgelegt.